# 沃爾肯施泰訥貝格山

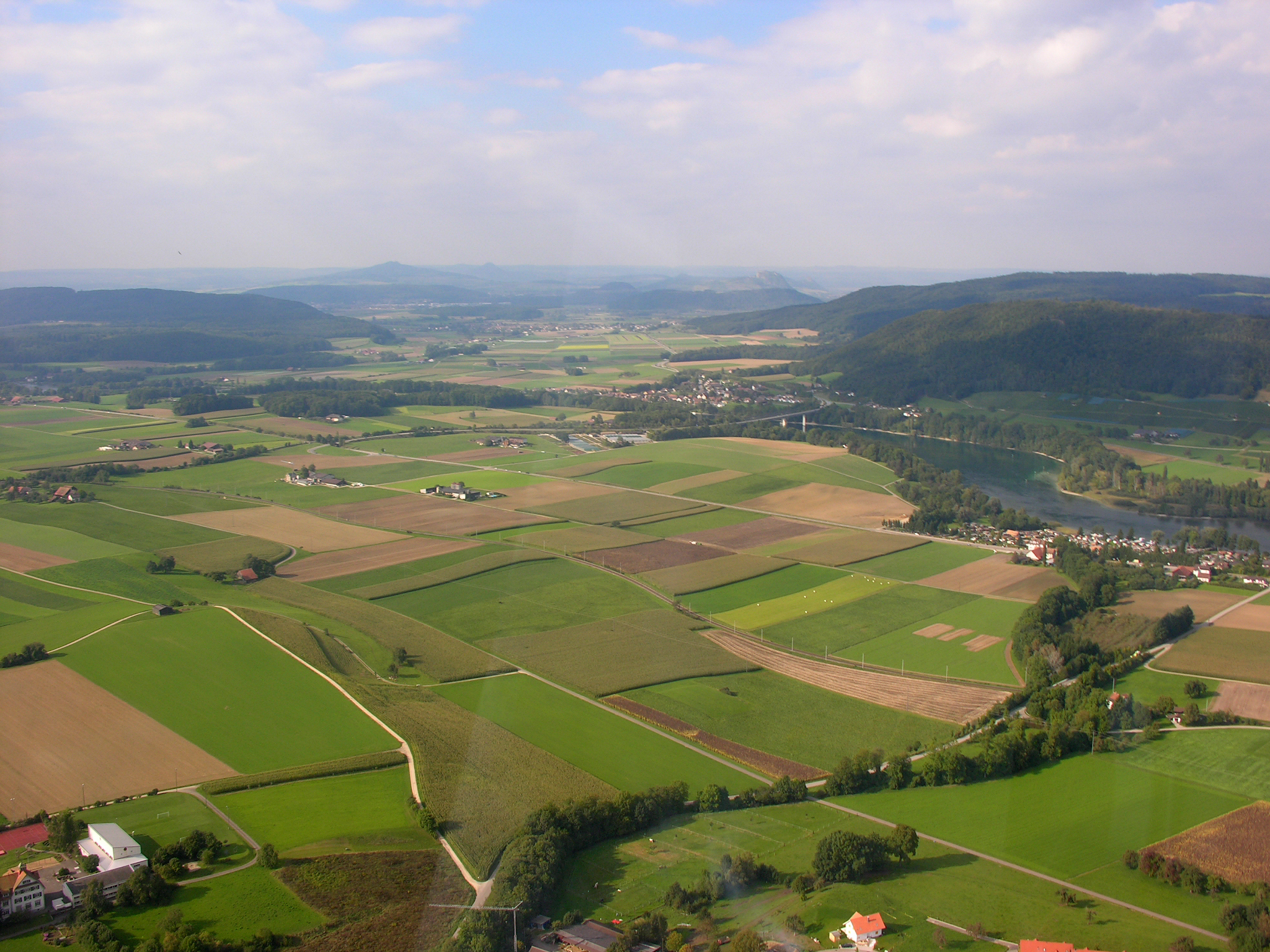

47°40′35″N 8°50′30″E / 47.67639°N 8.84167°E
沃爾肯施泰訥貝格山（德語：Wolkensteinerberg），是瑞士的山峰，位於該國北部沙夫豪森州，由赫米紹芬和萊茵河畔施泰因負責管轄，該山峰海拔高度608米。